# Kateter

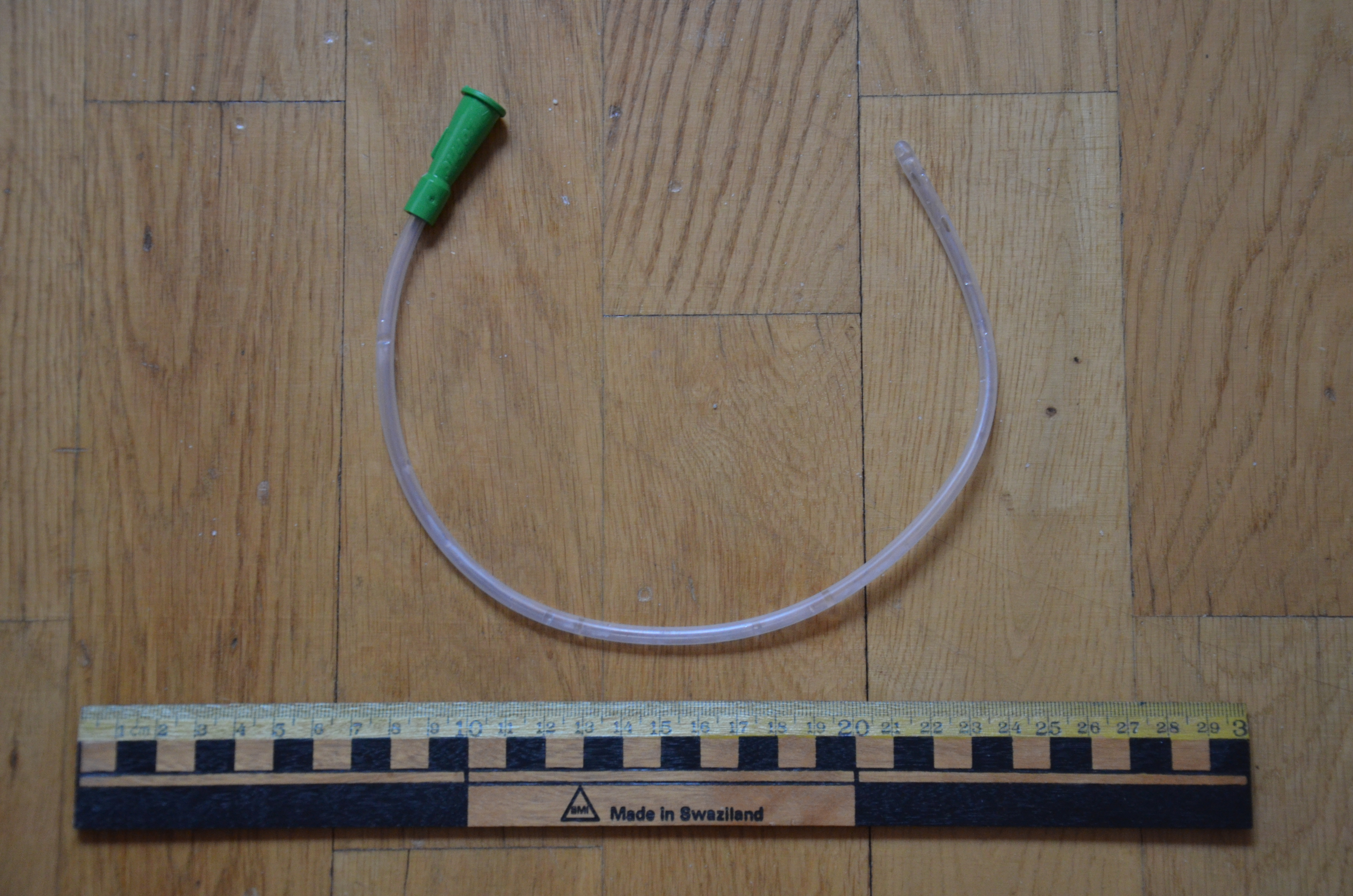
Urinkateter för engångsbruk, 40 cm.

Kateter är ett rörformat medicinskt "instrument", numera vanligtvis av olika plastmaterial, som är avsett att föras in i kroppen, för att man ska kunna tömma ut vätska, införa läkemedel, alternativt kunna införa andra medicinska instrument.

## Historia
Katetern är ett flera tusen år gammalt kirurgiskt instrument.

## Urinkatetrar
Vid många olika sjukdomar och tillstånd, förs en urinkateter upp i urinröret, för att patienten skall kunna bli av med sin urin. Exempelvis efter trafikolyckor eller andra skador på centrala nervsystemet kan kateterisering av urinblåsan vara en lösning för att kunna tömma blåsan på urin. Ryggmärgsbråck är en skada som inte sällan medför livslång kateterisering. En kateter som får sitta kvar kallas för kvarliggande kateter. Ofta används i dagligt tal begreppet KAD, som är en förvanskad förkortning av franskans cathéter à demeure.

### Dimensioner

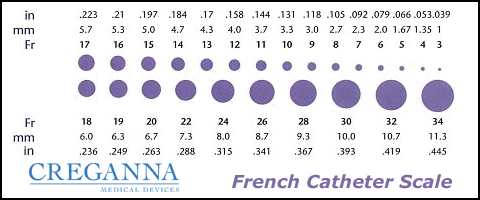
Jämförelse mellan olika måttsystem

Urinkatetrars storlek anges som ytterdiameter i längdenheten Charrière (Ch), där 1 Ch = 1/3 mm. Måttsystemet är franskt; i engelsk litteratur kallas enheten 'French gauge', 'French catheter scale' eller 'French scale'. Då pi är drygt 3, är Charrière den ungefärliga omkretsen i millimeter. För vuxna används vanligtvis storlek 12 Ch (vit, 4 mm) för kvinnor och storlek 14 Ch (grön, 4 ⅔ mm) för män. Kvinnor har kortare urinrör (ca 5 cm), jämfört med män (ca 25 cm), och kateterlängden är anpassad till detta.

### Typer

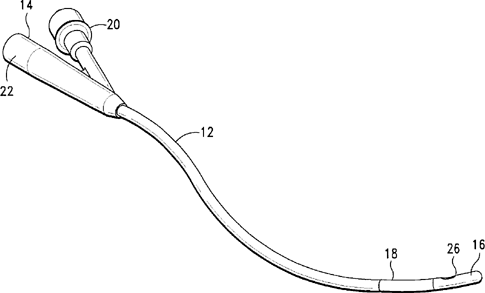
Foleykateter 20 Munstycke för ballonspruta (10 ml), 22/14 - Ände - kan kopplas till en urinuppsamlingspåse, 12 Slang, 18 Kuff (fylls med 10-20 ml sterilt vatten), 16 Spets med hål i sidan

Foleykateter (ballongkateter) är den vanligaste urinkatetern med rak spets som ofta används kvarliggande (KAD) och som kan kuffas upp med en ballong som gör att den inte glider ur urinblåsan.
Vanligtvis används silikonbelagda/hydrogelbelagda latexkatetrar.
Är man latexöverkänslig kan man använda en helsilikonkateter. En silikonkateter har grövre innerdiameter och man måste kolla kuffvätskemängden regelbundet då vätska diffunderar ut igenom katetern och den annars lätt glider ut.
Om det finns anatomiska hinder som gör att det är svårt att sätta katetern kan man använda en kateter med Tiemann-spets vilket är en böjd hård spets men denna kräver god teknik för att inte skada blåsan.
En hematurikateter är grövre och har större hål i spetsen för att blodkoagel som samlats i blåsan lättare ska kunna passera ut. Hematurikatetrar är ofta 3-vägskatetrar och har dubbla lumen vilket gör att man både kan spola in vätska och samtidigt tappa ut vätska. Den tredje lumen används för att fylla kuffen.
En tappningskateter används vid RIK- Ren Intermittent Kateterisering (tömning av urinblåsan) och är av plast eller hydrofil beläggning. Hydrofila katetrar har en ”hydrofil” yta som i kontakt med vatten blir hal/glatt och enklare att föra in. Det finns färdiga set med hydrofila tappningskatetrar i koksalt eller sterilt vatten för att underlätta kateteriseringen.
Kateterar som saknar kuff (ballong), används inte sällan på patienter som inför en operation erhållit ryggbedövning och som därför, på grund av bedövningen, under en övergående period inte kan tömma urinbåsan normalt. Detta kallas intermittent kateterisering, eftersom man inte låter katetern sitta kvar. Tappningkatetrarna är av engångsmodell och lite styvare vilket gör att man kan sondera urinröret för att upptäcka strikturer. De finns i olika längder, storlekar och utföranden för män, kvinnor och barn.
En suprapubisk kateter, med katetern in genom nedre bukväggen och in till urinblåsan, används till exempel när det inte går att föra in en kateter i urinröret på grund av till exempel prostataproblem eller när livslång kateterbehandling anses behövas. 
Pyelostomikateter (nefrostomi),  som dränerar urin direkt från njuren ut genom huden i flanken, anläggs i regel på röntgen- eller kirurg-avdelningen på sjukhus.
En ytterligare variant, då man vill dränera en njure, är en pigtailkateter, varvid man går upp till njuren via urinröret till urinblåsan och vidare upp i urinledaren.

### Byte och spolning
Det bör göras en individuell bedömning av byte av urinkateter i varje enskilt fall. I regel byts silikonbelagda latexkatetrar efter 6-8 veckor. Helsilikonkatetrar byts i regel var tredje månad. Vid stopp i katetern kan förstås tidigare byte vara aktuellt.
Spolning bör ej göras rutinmässigt, utan endast när urinen är grumlig eller då det förekommer blod i urinen. En vanlig spolvätska är fysiologisk koksaltlösning (dock finns lokala variationer vad gäller vad som rekommenderas). En tumregel är att först spola in 20 ml som man låter rinna ut och därefter spola med cirka 100 ml i två omgångar. Notera att vätskan som då kommer ut ska vara klar.

## Venkatetrar
Venkatetrar används vanligen i första hand för att kunna tillföra läkemedel och vätskor (inklusive näring och blod) via blodet till kroppen. 
Den vanligaste venkatetern kallas perifer venkateter (PVK). Perifer långtidskateter (Midline) är en cirka 10 cm lång perifer venkateter som förs in med hjälp av ultraljud, vanligen i ett kärl på överarmen, för en behandlingstid upp till 30 dagar.
En central venkateter har den inre kateterspetsen lokaliserad till större, mer centrala, vener i kroppen. En så kallad PICC-line (Peripherally inserted central catheter) är en, som det engelska namnet anger, perifert anlagd central venkateter.

## Artärkateter
Artärkateter används vanlig på operationsavdelningar och intensivvårdsavdelningar, i första hand för att kontinuerligt mäta patienters blodtryck.

## Övriga katetrar
Exempel på andra speciella katetrar är:
- Spinalkatetrar som används för olika typer av smärtbehandling (så kallade epiduralkatetrar och intratekalkatetrar).

- PVAC (pulmonary vein ablation catheter) som används för behandling av förmaksflimmer.
- Katetrar som används vid ballongvidgning av hjärtkärl och andra kärl exempelvis i benen.
- CDK (central dialyskateter), en grövre CVK med två kanaler som används vid dialysbehandling via blodet.

- PD-kateter (peritonealdialys) för dialysbehandling via bukhålan.

- Fekalkateter, för svårt sjuka och sängliggande patienter med diarrétillstånd eller avföringsinkontinens.

### Dimensioner
För exempelvis epiduralnålar för epiduralkatetrar anger man diametern i längdenheten G (Gauge, Gage, Needle gauge, Needle wire gauge). "G-siffran" (exempelvis 16G = Ø cirka 1,7 mm) beskriver ytterdiametern. En större G-siffra indikerar en mindre ytterdiameter och vice versa (det vill säga exempelvis 18G = Ø cirka 1,35 mm). Innerdiametern beror både på G-siffra och väggtjocklek. Längdenhetssystemet, som anges används för olika nålar, katetrar och suturer, skapades ursprungligen av engelsmannen Peter Stubbs.